# Tridentella acheronae
Tridentella acheronae är en kräftdjursart som beskrevs av Bruce 1988B. Tridentella acheronae ingår i släktet Tridentella och familjen Tridentellidae.
Artens utbredningsområde är havet kring Nya Zeeland. Inga underarter finns listade i Catalogue of Life.